# Raimund Mosler
Raimund Mosler (* 4. Januar 1886 in Katharein (Kateřinky) bei Troppau, Österreichisch-Ungarische Monarchie; † 15. Januar 1959 in Wiera (Schwalmstadt)) war ein deutscher Maler.

## Leben
Mosler studierte Malerei an der Wiener Kunstakademie, die er mit dem Titel „Akademischer Maler“ abschloss. Im Ersten Weltkrieg geriet er in russische Gefangenschaft, wo er auch kleine Skizzen und Gemälde fertigte. Im Lager von Krasnojarsk übernahm er vermutlich 1917 den von Alexander Drobik initiierten Zeichenkurs.
Nach seiner Rückkehr im Jahr 1920 verarbeitete er seine Kriegserlebnisse in Arbeiten wie Todesnachricht oder Patrouillenritt. Mosler stellte regelmäßig mit deutschböhmischen Kollegen aus. 1923 gründete er zusammen mit dem Bildhauer Engelbert Kaps die „Vereinigung Bildender Künstler Schlesiens“, die u. a. von E. W. Braun, dem Direktor des Landesmuseums Troppau, unterstützt wurde. 1925 wurde er Mitglied der Vereinigung deutscher Bildender Künstler in der Tschechoslowakischen Republik „Kunstring“ in Mährisch Ostrau. In der Zeit des Nationalsozialismus war Mosler Mitglied der Reichskammer der bildenden Künste. Er war u. a. 1943 auf der Großen Deutschen Kunstausstellung in München mit zwei Farbstiftzeichnungen (Sommerabend und Stilles Gässchen) vertreten. 1945 verlor Mosler durch die Vertreibung aus Mährisch-Schlesien seine gesamte Existenz. Mit einem Vertriebenentransport gelangte er 1946 ins nordhessischen Wiera bei Treysa. Dort heiratete er ein zweites Mal; der Ehe entstammte eine Tochter.